# Michael Thornhill
Michael Thornhill (* 26. Januar 1931 in Croydon, heute Stadtbezirk von London; † 2018 in Huddersfield, England) war ein britischer Tischtennis-Nationalspieler. In den 1950er Jahren nahm er an fünf Weltmeisterschaften teil.

## Werdegang
Michael Thornhill war vorwiegend ein Abwehrspieler, verstand es aber, immer wieder auf Angriff umzuschalten. Er wurde 1948 englischer Meister der Junioren. Erstmals international bei den Erwachsenen trat er im März 1950 in einem Länderkampf gegen die USA auf. Insgesamt holte er mehr als 50 Titel bei offenen internationalen Turnieren. In der Saison 1959/60 wurde er im Doppel mit Johnny Leach sowohl bei den nationalen englischen Meisterschaften als auch bei den English Open Erster. Bei der Weltmeisterschaft 1951 kam er mit der englischen Mannschaft auf Platz vier.
Neben Tischtennis spielte Michael Thornhill noch Cricket und Hockey. Als 1967 die Vereinigung Swaythling Club International ins Leben gerufen wurde, gehörte er zu den Gründungsmitgliedern.
2018 starb Michael Thornhill nach langer Krankheit.

## Privat
Michael Thornhill war verheiratet.